# Krężel (voïvodie de Mazovie)
Pour les articles homonymes, voir Krężel.
Krężel (prononciation : [ˈkrɛ̃ʐɛl]) est un village polonais de la gmina de Chynów dans le powiat de Grójec de la voïvodie de Mazovie dans le centre-est de la Pologne.
Il se situe à environ 4 kilomètres au sud de Chynów (siège de la gmina), 16 kilomètres à l'est de Grójec (siège du powiat) et à 39 kilomètres au sud de Varsovie (capitale de la Pologne).
Le village possède approximativement une population de 191 habitants.

## Histoire
De 1975 à 1998, le village appartenait administrativement à la voïvodie de Radom.